# Sibulumbaï Diedhiou
Pour les articles homonymes, voir Dhiédhiou.
Sibulumbaï Diedhiou est l'actuel roi d'Oussouye, depuis son intronisation le 17 janvier 2000.
En tant que tel, il est chargé de veiller à la paix et à la cohésion sociale. En cas de conflit, il est consulté et son rôle est de réconcilier les parties. Son intronisation en plein conflit en Casamance aurait d’ailleurs eu comme effet de faire cesser les combats dans cette zone.